# 유리 생산
유리 생산(glass production)에는 시트 유리를 생산하는 플로트 유리 공정과 병 및 기타 용기를 생산하는 유리 세공(glassblowing) 공정의 두 가지 주요 방법이 포함된다. 이는 유리의 역사 동안 다양한 방식으로 이루어졌다.

## 유리용기 생산
대체로 현대식 유리 용기 공장은 "배치 하우스"(batch house), "핫 엔드"(hot end), "콜드 엔드"(cold end)의 세 부분으로 구성된 작업이다. 배치 하우스는 원자재를 처리한다. 핫 엔드는 전로, 성형 기계, 어닐링 오븐과 같은 적절한 제조 과정을 처리한다. 콜드 엔드는 제품 검사 및 포장 장비를 처리한다.

### 일괄 처리 시스템(배치 하우스)
일괄 처리는 유리 제조 공정의 초기 단계 중 하나이다. 배치 하우스는 단순히 대형 사일로(트럭이나 철도 차량으로 공급)에 원자재를 보관하고 1~5일 동안 재료를 보관한다. 일부 배치 시스템에는 원료 스크리닝/체, 건조 또는 예열(예: 파유리)과 같은 재료 처리가 포함된다. 자동이든 수동이든 배치 하우스는 일련의 슈트, 컨베이어 및 스케일을 통해 유리 원료 레시피(배치)를 측정, 조립, 혼합하고 용광로로 전달한다. 배치는 "개집" 또는 "배치 충전기"에서 용광로에 들어간다. 다양한 유리 유형, 색상, 원하는 품질, 원료 순도/가용성 및 용광로 설계가 배치 레시피에 영향을 미친다.

### 핫 엔드
유리 공장의 핫 엔드(hot end)는 용융된 유리가 유리 제품으로 제조되는 곳이다. 배치(batch)는 용광로에 들어간 후 성형 공정, 내부 처리 및 어닐링을 거친다.

### 콜드 엔드
유리 용기 생산의 콜드 엔드(cold end) 역할은 제조 공정의 최종 작업을 완료하는 것이다. 내마모성과 윤활성을 높이기 위해 폴리에틸렌 코팅에 스프레이하고, 용기에 결함이 있는지 검사하고, 용기에 라벨을 붙이고, 배송을 위해 용기를 포장한다.

## 같이 보기
- 거울
- 블로 몰딩
- 포장
- 와인병